# Операция «Чёрный список номер сорок»
Операция «Чёрный список номер сорок» (англ. Operation Blacklist Forty) — кодовое название американской оккупации Кореи в период с 1945 по 1948 год. После окончания Второй мировой войны американские войска высадились на территории современной Южной Кореи, чтобы принять капитуляцию Японии и помочь создать независимое и единое корейское правительство с участием Советского Союза, который к тому времени оккупировал северную часть Кореи. Однако, когда этот план не удалось осуществить, Соединённые Штаты и Советский Союз создали свои собственные дружественные правительства, что привело к нынешнему разделу Корейского полуострова.

## Введение
Раздел Кореи на оккупационные зоны был предложен в августе 1945 года Соединёнными Штатами Советскому Союзу после вступления последнего в войну против Японии. 38-я параллель северной широты была выбрана для разделения двух оккупационных зон 10 августа двумя американскими офицерами, Дином Раском и Чарльзом Бонстилом, которые работали в сжатые сроки и имели очень мало информации о Корее. Тем не менее, их начальство одобрило черту раздела, и Советы также приняли это предложение. США надеялись создать представительное правительство, поддерживающее американскую политику в регионе, а СССР надеялся создать ещё одну коммунистическую страну, отвечающую его интересам.

## Оккупация

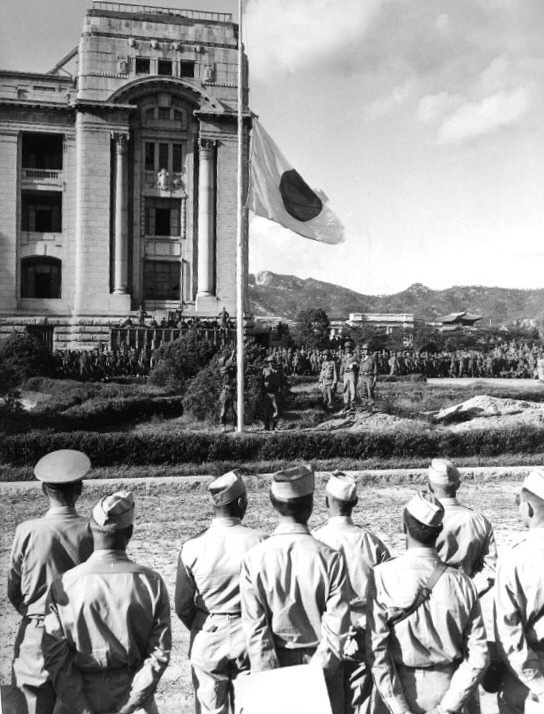
Церемония спуска флага в Сеуле во время официальной капитуляции Японии 9 сентября 1945 года.

Американские оккупационные силы состояли из 45 000 человек, числящихся в XXIV корпусе армии США. Первым из американских войск, прибывших в Корею, был небольшой передовой отряд, приземлившийся на аэродроме Кимпо недалеко от Сеула 4 сентября 1945 года. Другая небольшая передовая группа, состоящая из четырнадцати человек 7-й пехотной дивизии, 8 сентября вошла в Инчхон, и на следующий день после этого началась основная высадка. По словам Пола М. Эдвардса,(Основателя и директора Центра изучения корейской войны в штате Миссури), правительство Соединённых Штатов мало интересовалось Кореей и полагалось на генерала Дугласа Макартура, который руководил оккупацией Японии, в принятии большинства послевоенных решений. Макартур, однако, уже был «перегружен» работой, которую необходимо было выполнить в Японии, поэтому он приказал командующему операцией «Чёрный список номер сорок» генерал-лейтенанту Джону Р. Ходжу сохранить «жёсткую» оккупацию Кореи. Ходж разместил свою штаб-квартиру в отеле «Бандо» в Сеуле, учредил военное правительство, объявил английский официальным языком Кореи и начал процесс создания правительства, дружественного Соединённым Штатам.
Ходж считался отличным полководцем, но плохим дипломатом. Нет сомнений, что он не любил корейцев и ничего не знал об их культуре и о том, чем она отличается от культуры японцев. В результате Ходж совершил много ошибок, в том числе отдал приказ своим людям «обращаться с корейцами как с врагами». Кроме того, из-за нехватки рабочей силы Ходж разрешил старой японской полиции оставаться на дежурстве для борьбы с массовыми беспорядками. Он также сохранил колониальное японское правительство, по крайней мере на начальном этапе, пока не смог найти подходящую замену из Америки. Однако после жалобы корейского народа 2 октября 1945 года американское военное правительство в Токио официально вывело Корею из-под политического и административного контроля Японии. Таким образом, японские должностные лица были отстранены от власти, хотя многие из них теперь использовались в качестве советников для их американских "заменителей". Эдвардс пишет, что наиболее значительным вкладом генерала Ходжа в оккупацию было согласование его военного правительства с правительством богатой антикоммунистической фракции Кореи и продвижение людей, которые ранее сотрудничали с японцами, на руководящие должности.
Ходж совместно с Военным правительством Соединённых Штатов в Корее (USAMGIK) учредил Временное законодательное собрание Южной Кореи в декабре 1946 года. Этому собранию было поручено разработать проекты законов, которые должны были стать «основой для политических, экономических и социальных реформ». Однако левая политическая фракция, объединённая в рамках Рабочей партии Южной Кореи, проигнорировала собрание и отказалась от участия. Корейская демократическая партия консервативной фракции, поддерживаемая землевладельцами и держателями малого бизнеса, также выступила против собрания, потому что их основные лидеры были исключены из него членами военного правительства. Проблема заключалась в том, что хотя многие из 45 участников собрания всё таки являлись консерваторами, большинство членов назначил умеренный во взглядах Ким Гю-сик, который был вице-президентом Временного правительства Республики Корея. Ходж видел в нём будущего главу независимой Южной Кореи, и назначил председателем собрания, однако Ким, к сожалению, не был харизматичным и не смог побудить ни левое, ни правое крыло на свою поддержку.

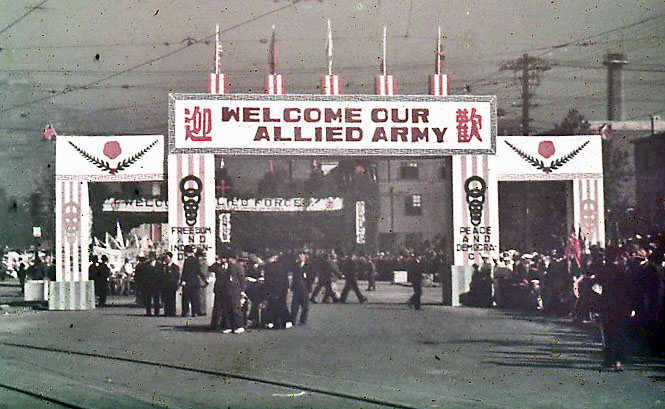
Знак перед въездом в Сеул, 1945 год

Автор книг по истории Кореи Э. Такемаэ утверждает, что американские войска встречались как оккупанты, а не как освободители. Он также уверен, что американцы относились к японцам с большим уважением, чем к корейцам, из-за внушительного военного прошлого первых, и ценили японские знания, высокие административные навыки, которых они не нашли у корейцев. Как оказалось, американцы обнаружили, что легче иметь дело с японскими властями в отношении Кореи, чем напрямую взаимодействовать с различными политическими фракциями оккупированной страны. По словам Такемаэ, «В глазах многих корейцев американцы были такими же плохими, как и японцы».

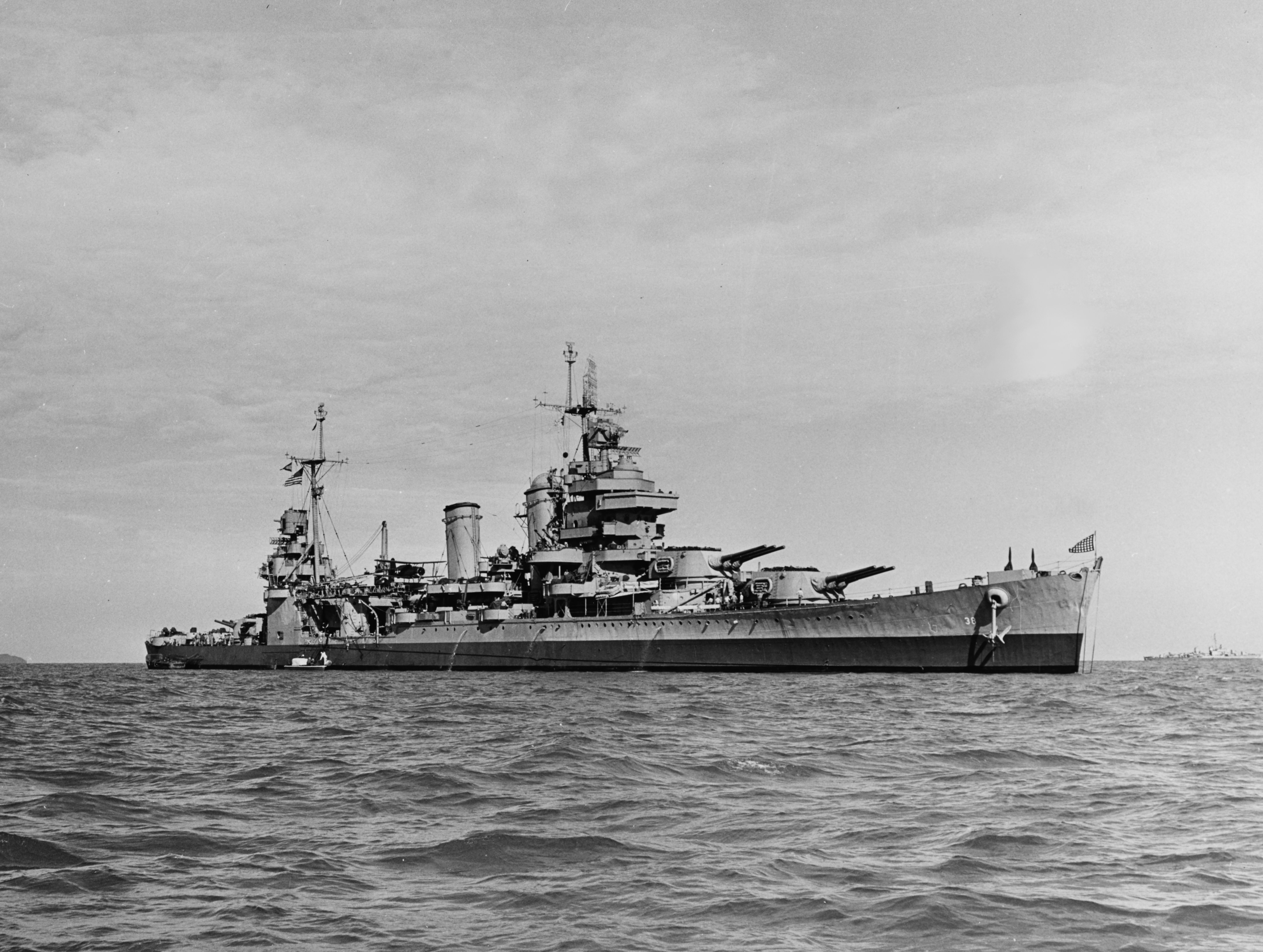
Военный корабль ВМФ США "Сан-Франциско" у берегов Кореи, 28 сентября 1945 г.

Подготовка к выводу американских и советских войск с Корейского полуострова не могла начаться до тех пор, пока Соединённые Штаты и Советы не договорились о создании единого корейского правительства, отвечающего интересам обеих сторон. Однако СССР отказался принять любую идею, не связанную с созданием коммунистического государства, и поэтому переговоры оказались безуспешными. В результате этого разногласия США направили «корейский вопрос» в Организацию Объединенных Наций. ООН согласилась помочь в разрешении спора и в сентябре 1947 года предоставила корейцам выборы под своим наблюдением. Однако Советский Союз ясно дал понять, что любое решение, принятое ООН, будет применяться только к части Кореи к югу от 38-й параллели, и что всё, что находится к северу от параллели, будет определяться либо им самим, либо правительством новой Народно-Демократической Республики Корея. Тем не менее, выборы состоялись, и 24 июля 1948 года корейский лидер в изгнании Ли Сын Ман был избран президентом Южной Кореи.
Вскоре американская и советская оккупации закончились, оставив Корейский полуостров разделённым. По словам Эдвардса, большинство американцев были рады отъезду. К 1950 г. Корея или дальневосточные дела в целом приобрели для американцев настолько малое значение, что 5 января 1950 г. президент Гарри Трумэн заявил, что не будет вмешиваться в столкновение между китайскими коммунистами и националистами в Тайване, или на материковом Китае, а семь дней спустя госсекретарь Дин Ачесон заявил, что «Корея теперь находится вне американской зоны влияния». Несмотря на это, США и Южная Корея подписали пакт о военной помощи 26 января 1950 г., но к моменту начала Корейской войны 25 июня 1950 г. в страну прибыла помощь размером всего в 1000 долларов. 